# Oriole orange
Icterus auratus
Espèce
Répartition géographique
Statut de conservation UICN

 LC  : Préoccupation mineure
L'Oriole orange (Icterus auratus) est une espèce d'oiseau de la famille des ictéridés endémique de la péninsule du Yucatán.

## Habitat
L’Oriole orange fréquente les forêts clairsemées et les habitats ouverts avec des arbres épars dans les régions arides ou semi-arides.  On le rencontre aussi dans les forêts secondaires et les lisières.

## Nidification
Cet oriole peut nicher autant en solitaire qu’en colonie.  C’est d’ailleurs le seul oriole qui niche régulièrement en colonie.  Celles-ci peuvent compter jusqu’à 35 nids situés dans quelques arbres rapprochés.  Le nid est généralement placé au-dessus de l’eau, souvent au-dessus d’un cénote, dans un arbre bas ou un arbuste.